# Günther Rybarczyk
Günther Rybarczyk (* 4. November 1951 in Neuötting) ist ein ehemaliger deutscher Fußballspieler, -trainer und -funktionär.

## Karriere

### Spieler
Rybarczyk, zuletzt für die in seinem Geburtsort ansässige Fußballabteilung der TSV 1852 Neuötting im oberbayerischen Landkreis Altötting aktiv, wurde für die Saison 1971/72 vom FC Bayern München verpflichtet. In seiner Premierensaison im Seniorenbereich absolvierte er vier Bundesligaspiele; sein erstes am 1. September 1971 (4. Spieltag) beim 1:1-Unentschieden im Auswärtsspiel gegen Rot-Weiß Oberhausen mit Einwechslung für Rainer Zobel in der 67. Minute. Sein erstes DFB-Pokalspiel bestritt er im Viertelfinale, das im Rückspiel beim 1. FC Köln am 12. April 1972 mit 1:5 verloren ging. Eine Woche später gab er sein internationales Vereinsdebüt, als er im Halbfinalrückspiel um den Europapokal der Pokalsieger – mit Einwechslung für Paul Breitner in der 30. Minute – beim späteren Europapokalsieger Glasgow Rangers mit 0:2 verlor. In der Folgesaison bestritt er zwei Bundesligaspiele, ein DFB-Pokalspiel und ein Spiel im Europapokal der Landesmeister. Gemeinsam mit Spielern wie Beckenbauer, Hoeneß und Müller gewann er 1972 und 1973 die Meisterschaft.
1973 wechselte er zum 1. FSV Mainz 05 in die Regionalliga Südwest, absolvierte 22 Punktspielen und qualifizierte sich mit der Mannschaft als Fünftplatzierter für den ab der Saison 1974/75 neugeschaffenen Unterbau der Bundesliga, der 2. Bundesliga Süd. In dieser bestritt er in zwei Spielzeiten 43 Punktspiele und erzielte drei Tore. Sein Debüt gab er am 4. August 1974 (1. Spieltag) beim 2:0-Sieg im Heimspiel gegen den FC Bayern Hof; sein erstes Tor erzielte er am 1. Februar 1975 (22. Spieltag) bei der 1:2-Niederlage im Auswärtsspiel gegen den SV Waldhof Mannheim mit dem Treffer zum 1:0 in der sechsten Minute.
Nach einem zweijährigen Zwischenstopp beim FC 08 Villingen in der drittklassigen 1. Amateurliga Südbaden und der Beendigung seiner Ausbildung zum Bankkaufmann wechselte er schließlich zum Oberligisten TuS Schloß Neuhaus, dem heutigen SC Paderborn 07, mit dem er 1982 Westfalenmeister wurde und in Folge des Aufstieges die ersten vier Spiele in der 2. Bundesliga bestritt. Nach dem Abstieg des Vereins und der Rückkehr in die Oberliga Westfalen 1983, beendete Rybarczyk seine aktive Karriere.

### Trainer
Seine erste Trainerstation – nach Erlangung der Trainerlizenz – war der in der ostwestfälischen Stadt Verl im Kreis Gütersloh ansässige SC Verl, den er von Juli 1987 bis Oktober 1988 betreute.
Danach – seit 1981 war Rybarczyk eng mit dem TuS Schloß Neuhaus verbunden – übernahm er von 1993 bis 2001 das Traineramt bei diesem bzw. beim SC Paderborn 07, wie der Verein sich seit 1997 nannte, und hatte Anteil am Aufstieg 2001 in die drittklassige Regionalliga Nord.

### Funktionär
Ende der 1990er nahm Rybarczyk die Funktion als Trainer und Sportlicher Leiter in Personalunion wahr. Von 2004 bis 2006 arbeitete er ausschließlich als Sportlicher Leiter und führte die Paderborner bis in die 2. Bundesliga. Gemeinsam mit Trainer Jos Luhukay trat er nach Differenzen mit Präsident Wilfried Finke im Sommer 2006 von seinem Amt zurück.

## Erfolge
- Deutscher Meister 1972, 1973 (mit dem FC Bayern München)
- Meister der Oberliga Westfalen 1982 (mit dem TuS Schloß Neuhaus)

## Sonstiges
Günther Rybarczyk ist verheiratet, hat eine Tochter, einen Sohn und ist Schwiegervater von Antonio Di Salvo.